# Paul Pleijsier
Paul Pleijsier is een Nederlandse gitarist. Hij studeerde aan het Koninklijk Conservatorium bij Jan Goudswaard.  Samen met Marcel Verreck vormde hij van 1986 tot 1992 het cabaretduo "Verreck & Pleijsier". Daarna legde Pleijsier zich meer toe op muziek, zowel klassiek als modern. Een van zijn passies is de vroeg-romantische muziek.
- Gemeinsame Normdatei: 1163573949
- MusicBrainz: c0d13137-2a5a-448d-9cc4-714a27d9522e
- Virtual International Authority File: 364153363075737520003
- WorldCat: E39PBJkMMq9RvdchppbMt7JdQq